# Langova bara
Langova bara, nekadašnje jezerce u Belom Manastiru smješteno na južnoj strani Ulice kralja Petra Svačića (ranije Ulica Sare Bertić, poznatija kao Betonska ulica), između kućnih brojeva 20 i 22, a preko puta "Špartinog" igrališta. Imalo je gotovo kružni oblik veličine oko 80 do 100 m u promjeru. Nastalo je kao bajer Langove ciglane, koja je na tom prostoru iskopavala zemlju za potrebe izrade cigala. Nakon što je zaliha pogodne sirovine iscrpljena, ciglana je preseljena, a bajer (rupu nastalu iskopavanjem) ispunila je voda i tako je nastalo jezerce. Vremenom se u vodi pojavio i život, vjerojatno poribljavanjem (o čemu ne postoje vjerodostojni izvori) pa je bara postala i stalna meta pecaroša.

## Kupanje i plivanje
Obala Langove bare sve do sredine 50-ih godina 20. stoljeće bila je doduše neuređena, ali prirodna i čista. Ljeti, za vrijeme velikih vrućina, znalo se na jezerce sjatiti desetine kupača, koji su mogli uživati u čistoj i bistroj vodi. Danas tek rijetki stariji Belomanastirci znaju da su se na Langovoj bari održavala i nadmetanja u plivanju, a 1947. godine održana je i "Nedjelja sportova na vodi".

## Klizanje i hokej
Zimi, a tada su temperature bile znatno niže nego danas, nerijetko ispod -15   Celzijevih stupnjeva pa i niže, na vodi se stvarao debeli ledeni pokrivač idealan za klizanje pa su se djeca imala prilike nauživati zimskih radosti. Klizalo se u cipelama, klompama i raznim rukotvorinama, a kasnije i na pravim klizaljkama, pa su se odigravale i divlje hokejaške utakmice, naravno bez nekih pravila.Važno je bilo biti aktivan.
Posebna atrakcija bio je mladić Veno Kohout, Čeh porijeklom, čiji je otac jedno vrijeme radio u Beljskoj mljekari. Bio je odličan klizač iako je bio niskog rasta, a težak oko 100 kg. U početku, kad bi se on pojavio, svi su ga uglavnom gledali i divili se njegovom klizačkom umijeću, koje je za belomanastirsku djecu izgledalo nedostižno. No, Veno je bio i pravi prijatelj pa su ubrzo uz njegovu pomoć svladali osnove tehnike klizanja, a neki i vidno napredovali. Nažalost, obitelj Kohout ubrzo je odselila iz Belog Manastira. Da su ostali, možda bi se danas u Belom Manastiru igrao pravi hokej.

## Ledarenje
U to vrijeme bunari, duboki podrumi ili prirodni led bili su hladnjaci, a frižideri i zamrzivači bili su tek pojmovi iz znanstvene fantastike pa je jedno od unosnih zanimanja bilo "ledarenje". Zimi su se isijecali ledeni blokovi i odnosili u duboke podrume Baranjskog brda, gdje se zbog dobre toplinske izolacije, unatoč otopljenju, do ljeta održala značajna količina prirodnog leda, koji se po vrlo dobroj cijeni prodavao poslastičarima, mesarima i ugostiteljima, pa se - kada je zima bila hladna i ledeno produktivna - od toga posla moglo solidno zaraditi. Zato su ledari djeci oduzimali "hokejaški i klizački teren", no u vrijeme velikih hladnoća ledeni pokrov brzo bi se obnovio.

## Belomanastirska kupališta
Pedesetih godina prošloga stoljeća čak se pojavila ideja o uređenju Langove bare kako bi Beli Manastir dobio uređeni prostor za kupanje i vodene sportove. No krajem pedesetih godina, kao posljedica radova na regulaciji odvodnih kanala i zbog početka globalnog otopljavanja, razina vode počela se iz godine u godinu smanjivati. Obala pa i samo jezerce postali su divlje odlagalište prije svega građevinskog otpada, naročito prilikom gradnje betonskog kolnika u Betonskoj ulici tako da je bara konačno zatrpana i danas se na njenom mjestu nalazi parkiralište i prodajni objekt (kiosk) Mlinsko-pekarske industrije. Umjesto uređenja Langove bare, uređeno je Šećeransko jezero, koje je jedan dulji period, do izgradnje bazena, bilo kupalište Belomanastiraca i mještana okolnih naselja.
Izvor:
- Oskar Keller: "Na Langovoj bari nekad su se odigravale divlje hokejaške utakmice" < "Kako je nekad bilo...", Baranjski dom, I, 31, 6 - Beli Manastir, 12-13.VI.2006.